# Samuel J. Tilden

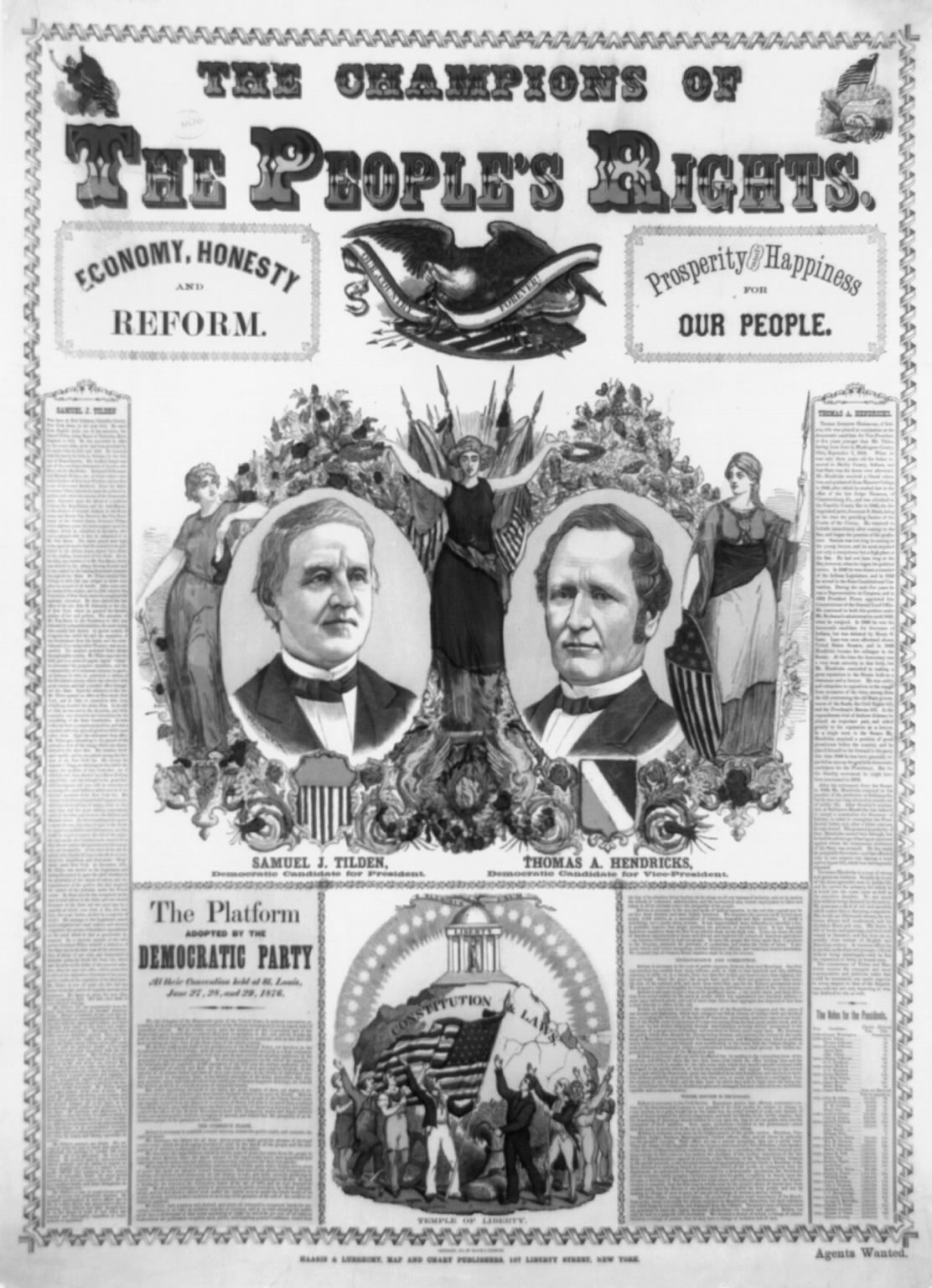
Samuel J. Tilden och Thomas A. Hendricks valaffisch för valet 1876

Samuel Jones Tilden, född 9 februari 1814 i New Lebanon, New York, död 4 augusti 1886, var en amerikansk politiker. Han var guvernör i New York 1875-1876 och demokraternas presidentkandidat i presidentvalet i USA 1876, i vilket han kom mycket nära att segra, men i slutändan fick se sig besegrad av Rutherford B. Hayes med en elektorsrösts marginal (185 mot 184), trots att Hayes erhållit färre röster av väljare.
Tilden inledde 1841 sin karriär som advokat i New York. Han var en mycket framgångsrik affärsjurist och hade många järnvägsbolag som sina klienter. Han blev rik med hjälp av sin yrkesverksamhet kombinerad med smarta investeringar.
Han blev 1872 ledamot av New York State Assembly, underhuset i delstatens lagstiftande församling, efter en kampanj som hade betonat motstånd till korruption. Han var ledande motståndare inom demokraterna till den korruptionsanklagade William M. "Boss" Tweed som ledde organisationen Tammany Hall.
Tildens reformistiska politik ledde till att han blev både guvernör och presidentkandidat. I presidentvalet 1876 fick Tilden fler röster än republikanen Rutherford B. Hayes. Elektorskollegiets sammansättning var oklar på grund av dispyterna i Florida, Louisiana och South Carolina. Dessutom blev en elektor från Oregon diskvalificerad. Vad som var klart var att Tilden hade fått åtminstone 184 elektorsröster, en mindre än vad som krävdes för att bli vald. Valkommissionen, som bestod av 15 medlemmar, bestämde med en rösts majoritet att Hayes hade vunnit presidentvalet. Demokraterna i kommissionen röstade för att Tilden skulle bli USA:s president. Därefter bestämdes det i den så kallade 1877 års kompromiss att nordstaternas ockupation av sydstaterna och därmed rekonstruktionstiden upphörde som kompensation för att republikanerna fick behålla presidentämbetet.
Tildens grav finns i hemstaden New Lebanon.